# Esporte Clube Vitória
L'Esporte Clube Vitória és un club de futbol brasiler de la ciutat de Salvador a l'estat de Bahia.

## Història
El club fou fundat el 13 de maig de 1899 pels germans Artur i Artêmio Valente. Membres d'una família tradicional baiana, havien descobert el futbol durant la seva estada d'estudiants a Anglaterra. Inicialment el Vitória fou un club de criquet, anomenat Club de Cricket Victoria. El 22 de maig de 1901, el club disputà el seu primer partit de futbol, al Campo da Pólvora, contra l'International Sport Club, un equip format per mariners anglesos. Vitória vencé per 3-2. Dos mesos més tard el club canvià els seus colors, blanc i negre, pel negre i vermell actuals. El seu primer campionat baiano arribà el 1908. El 1998, es fundà la Vitória S/A (Vitória Sociedade Anônima), una empresa creada per gestionar els interessos professionals del club.
Tot i que els seus colors habituals són el blanc i el negre, l'uniforme ha anat variant amb el temps. Actualment juga amb samarreta blanca i negra a franges horitzontals i pantaló negre, però en el passat aquestes franges han estat de vegades verticals. La mascota del club és un lleó anomenat Lêlê Leão.

## Estadi
El Vitória juga els seus partits a l'estadi Manoel Barradas, amb capacitat per a 36.000 espectadors.

## Jugadors destacats
- Bebeto
- Dida
- Edilson
- Maneca
- Mário Sérgio
- Matuzalém
- Obina
- Osni
- Petkovic
- Quarentinha
- Ricky
- Siri
- Túlio
- Vampeta
- Viafara

| 1987 | 1993 | 1999 | 2012 | 2013 | 2014 | 2015 | 2016 | 2017-2018 | 2018-2019 |

## Palmarès
- 4 Copa Nordeste: 1997, 1999, 2003, 2010
- 25 Campionat baiano: 1908, 1909, 1953, 1955, 1957, 1964, 1965, 1972, 1980, 1985, 1989, 1990, 1992, 1995, 1996, 1997, 1999, 2000, 2002, 2003, 2004, 2005, 2007, 2008 i 2009.